# Уравнение Шиманского
Уравнение Шиманского — уравнение, устанавливающее зависимость теплоты испарения жидкости от температуры. Оно имеет вид:
{\displaystyle L=L_{0}{\text{th}}\left({\frac {LT_{C}}{L_{0}T}}\right),} (1)
где {\displaystyle L} — скрытая теплота испарения при температуре {\displaystyle T}, {\displaystyle T_{C}} — критическая температура, {\displaystyle L_{0}} — параметр, имеющий смысл теплоты испарения при температуре {\displaystyle T}. Впервые получено Ю. И. Шиманским (Yu. I. Shimansky) в 1955 вначале эмпирически, а затем теоретически. Уравнение Шиманского (1) не содержит ни одной произвольной постоянной, так как значение {\displaystyle T_{C}} может быть определено опытным путем, а {\displaystyle L_{0}} можно вычислить из (1), если экспериментально установлено хотя бы одно значение скрытой теплоты при какой-либо температуре.
Уравнение Шиманского (1) хорошо описывает экспериментальные данные по теплоте испарения для жидкостей различных типов химических соединений. Для химических соединений одной группы значение {\displaystyle L_{0}/T_{C}} остается практически постоянным. Для каждой группы в отдельности уравнение (1) можно переписать в виде: {\displaystyle {\frac {L}{AT_{C}}}={\text{th}}{\frac {L}{AT}},}, где {\displaystyle A=L_{0}/T_{C}={\text{const}}}. Условие является математическим выражением признака сходства молекулярного строения жидкостей. Значение {\displaystyle T_{C}} играет роль параметра для семейства кривых температурной зависимости {\displaystyle L}.